# Cormet de Roselend
Cormet de Roselend (1.968 m.o.h.) er et bjergpas i Frankrig. Det ligger i departementet Savoie og krydses af landevejen D902 og D925. Det forbinder Tarentaise-dalen med byen Beaufort. Landevejen D902 går fra hovedbyen i Tarentaise-dalen Bourg-Saint-Maurice til toppen af bjergpasset. Fra Bourg-Saint-Maurice går D902 gennem Vallée des Chapieux. Fra passets toppunkt går landevej D925 til Vallée du Beaufortain.

## Galleri
- Lac du Roselend
- Roselend-passet
- Første skilt med stigningens detaljer fra byen Beaufort
- Landevejen D902 fra Bourg-Saint-Maurice
- Landevejen D925 fra Beaufort